# Левые Ламки 1-е
Левые Ламки 1-е, Первые Левые Ламки — село в Сосновском районе Тамбовской области России. Входит в состав Октябрьского сельсовета.

## География
Левые Ламки 1-е расположен в пределах Окско-Донской равнины, между сёлами Третьи Левые Ламки и Октябрьское на реке Челновая.
Климат
Левые Ламки 1-е находится, как и весь район, в умеренном климатическом поясе, и входит в состав континентальной климатической области Восточно-Европейской равнины. В среднем в год выпадает от 350 до 450 мм осадков. Весной, летом и осенью преобладают западные и южные ветра, зимой — северные и северо-восточные. Средняя скорость ветра 4-5 м/с.

## История
Согласно Закону Тамбовской области от 17 сентября 2004 года № 232-З населённый пункт включен в состав образованного муниципального образования Октябрьский сельсовет.

## Население
| 2010 |
| ---- |
| 403  |

## Инфраструктура
Первая Леволамская школа.

## Транспорт
Автомобильный транспорт. Остановки общественного транспорта «Первые Левые Ламки», «Первая Леволамская школа», «Пролетарская улица».
К востоку проходит автодорога межмуниципального значения 68Н-067.